# Mancomunidad Reserva de las Lagunas de Villafáfila
La Mancomunidad Reserva de las Lagunas de Villafáfila es una agrupación voluntaria de municipios para la gestión en común de determinados servicios de competencia municipal, creada por varios municipios en la provincia de Zamora, de la comunidad autónoma de Castilla y León, España.

## Municipios integrados
La Mancomunidad Reserva de las Lagunas de Villafáfila está formada por los siguientes municipios:
- Cañizo
- Cerecinos de Campos
- Manganeses de la Lampreana
- Revellinos
- San Agustín del Pozo
- San Martín de Valderaduey
- Tapioles
- Villafáfila
- Villalba de la Lampreana
- Villárdiga
- Villarrín de Campos

## Sede
Los Órganos de Gobierno y Administración tendrán su Sede en la
Localidad de Villafáfila.

## Fines
Mediar ante las instituciones Autonómica, Nacional y Europea con el
fin de conseguir fondos para gestionar las siguientes competencias:
- Protección Civil. Prevención y Extinción de Incendios.
- Ordenación, gestión, ejecución y disciplina urbanística.
- Parques y jardines; pavimentación y conservación de vías y caminos.
- Promoción y gestión de viviendas.
- Medio Ambiente; gestión de montes y espacios naturales.
- Actividades Clasificadas.
- Salud pública y sanidad.
- Alumbrado público.
- Transporte público.
- Turismo y tiempo libre.
- Colaboración con la administración educativa en la creación, construcción y mantenimiento de centros docentes públicos y en la escolarización.
- Cementerios y servicios funerarios.

## Estructura orgánica
El gobierno, administración y representación de la Mancomunidad corresponden a los siguientes órganos:
- Presidente.
- Vicepresidente.
- Asamblea de Concejales.
- Consejo Directivo.